# Heinrich von Schönrode

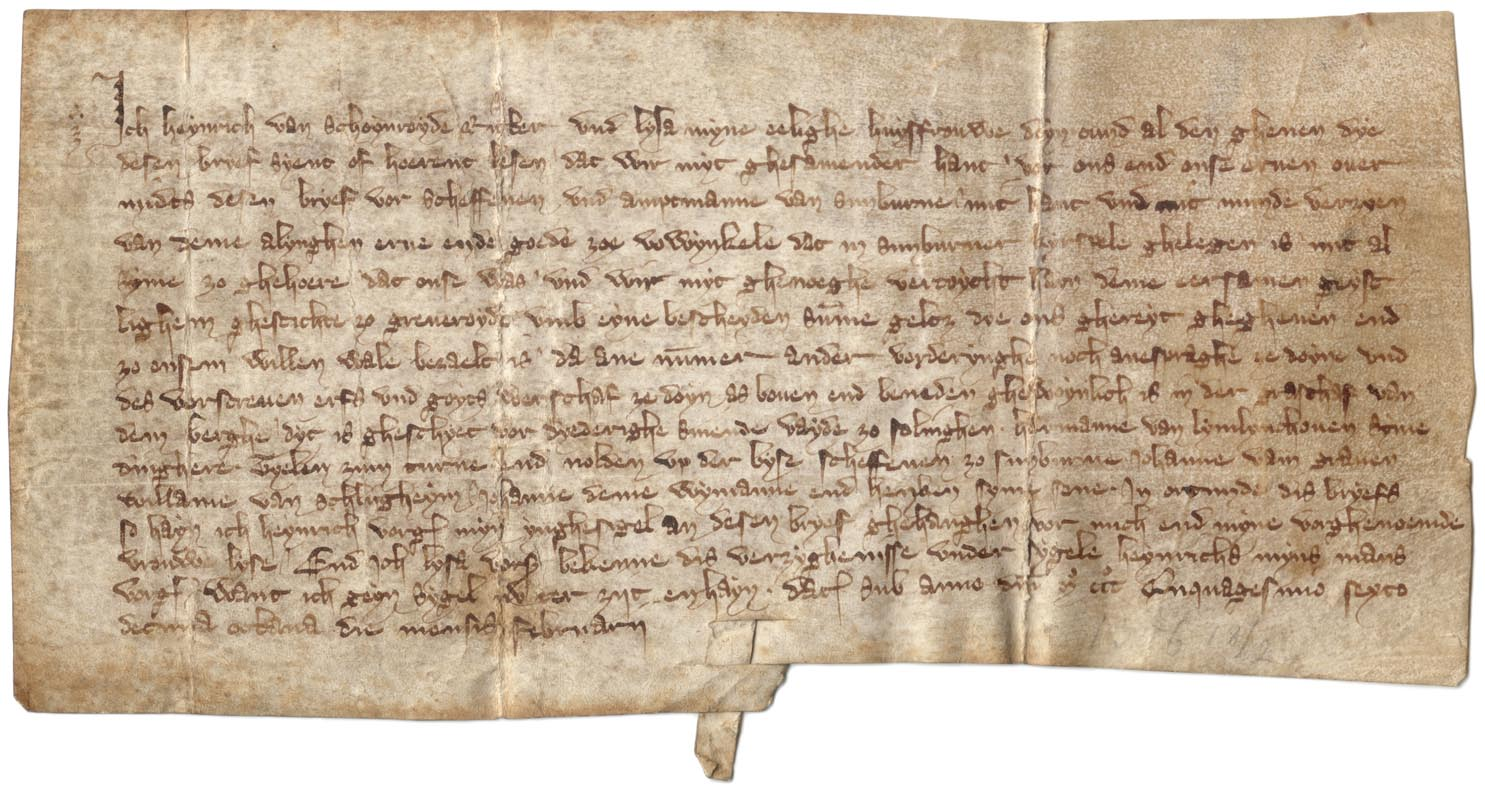
Verkaufsurkunde des Gutes Vowynkele vom 18. Februar 1356

Heinrich von Schönrode (Heynrich van Schöynroyde) war ein Ritter im 14. Jahrhundert, er war verheiratet mit Lysa, geborene von Stummel. Aus der Ehe ging mindestens ein Kind, der Sohn Reinald von Schönrode, hervor. Das Geschlecht derer von Schöynerode (Schoenrath, Schonrod) nannte sich nach dem gleichnamigen Rittersitz Burg Schönrath im Rhein-Sieg-Kreis, wird 1374 als auf dem Altenberger Hof bei Mülheim a. Rhein ansässig erwähnt und kommt auch sonst wiederholt in der Geschichte des Bergischen Landes vor.
Am 18. Februar 1356 wurde das Gut "Vowynkele" (heute Wuppertal-Vohwinkel) von Heinrich von Schönrode an das Kloster Gräfrath bei Solingen verkauft. Diese Urkunde gilt als erste urkundliche Erwähnung Vohwinkels und ist die älteste Urkunde im Stadtarchiv Wuppertal.
Der Wortlaut der Urkunde vom 18. Februar 1356:

„Ich Heynrich van Schöynroyde Ritter und Lysa myne eelighe huysfrouwe doyn cund al den ghenen (denjenigen) dye desen bryef syent of hoerent lesen, dat wir myt ghesa-mender hant vor ons end onse erven overmidts desen bryef vor Scheffenen und Amptmanne van Sunburne mit hant und mit munde verzyen (verzichten) van deme alynghen (ganzen) erve ende goede zoe Vowynkele, dat in Sunburner kyrspele ghelegen is, mit al syne zo ghehoere, dat onse was, und wir mit ghenoeghe vercoycht (verkauft) hayn deme eersamen geystlighem ghestichte zo Oreveroyde (Gräfrath) umb eyne bescheyden (festgesetzte) Summe gelcz (Geldes), dye ons ghereyt (bereit gelegt, baar) ghegheven end zo onsem willen wole (wol) bezaelt is, da ane nummer ander vorderynghe noch anes praghe ze doyne und des vorscreven (obengenannten) erfs und goyts werschaf zo doyn as boven end beneden (oben und unten, so viel als überall) ghewoynlich is in der grafschaf von dem Berghe. 
Dit is geschyet (geschehen) vor Dyederighe Smende vayde (Vogt) zo Solinghen, Hermanne van Lymlynchoven syne dinghere (vielleicht Gerichtsbote), Tyelen zum turne (daran erinnert noch die Straße am Turm in Sonnborn; Turn - Turm) end Nolden up der byse scheffenen zo Sunburne, Johanne vam graven, Willame van Schlugheym, Johanne deme Wymanne end Henken syme sone. In orcund dis bryefs so hayn ich Heynrich vorg. myn ynghesigel an desen bryef ghehanghen vor mich end myne vorghenoemde (obengenannte) vrouw Lyse. End ich Lysa vorss. (vorgenannte) be kenne dis verzyghenisse (Verzicht) under sygele Heynrichs myns mans vorg. want ich gheyn sygel en nu ter zyt enhayn (nicht habe).“

In verständlicherer Form lautet der Text:

„Ich - Heinrich von Schönrode, Ritter, und Lisa, meine eheliche Hausfrau, tun kund all denjenigen, die diesen Brief sehen, davon hören und lesen, dass wir gemeinsam für uns und unsere Erben unmittelbar durch diesen Brief vor dem Schöffen und dem Amtmann von Sonnborn mit Hand und Mund Verzicht leisten auf das ganze Erbe und Gut zu Vohwinkel, das im Sonnborner Kirchspiel gelegen ist, mit all seinem Zubehör, das unser war, und wir mit Genugtuung verkauft haben dem ehrsamen geistlichen Stift zu Gräfrath für eine festgesetzte Summe Geldes, die uns bar und zu unserem Willen wohl bezahlt ist, auch keine andere Forderung noch Anspruch zu tun auf des vorgenannten Erbes und Gutes Bewirtschaftung, so wie es überall in der Grafschaft vom Berg gewohnt ist. Dies ist geschehen vor Diedrich Smende, Vogt zu Solingen, Hermann von Limlichhoven, seinem Diener, Thielen zum Turne und Nolden auf der Beise, Schöffe zu Sonnborn, Johann vom Graben, Wilhelm von Schlagheim, Johann dem Weimann und Henken, seinem Sohn. Zur Beurkundung dieses Briefes habe ich, Heinrich, mein Siegel an diesem Brief gehängt für mich und meine vorgenannte Frau Lisa. Und ich, vorgenannte Lisa, bekenne diesen Verzicht unter dem Siegel Heinrichs, meines vorgenannten Mannes, weil ich kein eigenes Siegel zur Zeit habe.“